# ۲۸ اسفند
۲۸ اسفند سیصد و شصت و چهارمین روز سال در گاه‌شماری خورشیدی است. به پایان سال ۱ روز (۲ روز در سال کبیسه) باقی‌است.

## رویدادها
- ۱۲۸۸ - منصوب شدن شکرالله قوام‌الدوله به‌عنوان نخشت‌وزیر تجارت ایران[۱]
- ۱۳۴۳ - منصوب شدن اسدالله علم به‌عنوان رئیس دانشگاه پهلوی[۲]
- ۱۳۸۵ - ثبت رسمی شهر سوخته با شماره ثبت ملی ۱۸۹۸۳ به‌عنوان یکی از آثار ملی ایران
- ۱۴۰۱ - امضا شدن توافق‌نامه امنیتی ایران و عراق برای خلع سلاح احزاب کرد ایرانی توسط علی شمخانی از نظام جمهوری اسلامی ایران با قاسم الاعرجی از عراق با حضور محمد شیاع السودانی از عراق

## زادروزها
- ۱۲۷۴ - محمدتقی مدرس رضوی، از آموزگاران دانشگاه تهران
- ۱۳۲۹ - علی‌اکبر معصوم‌بیگی، نویسنده و زندانی سیاسی
- ۱۳۳۰ - جلال ملکشاه، شاعر و فعال سیاسی چپ‌گرا
- ۱۳۳۰ - توران شادپور، ورزشکار دو و میدانی
- ۱۳۳۳ - هایده حائری، بازیگر
- ۱۳۳۹ - محمدجواد حق‌شناس، سیاستمدار
- ۱۳۴۴ - سعید فیروزآبادی، نویسنده
- ۱۳۴۹ - یحیی گل‌محمدی، بازیکن فوتبال
- ۱۳۵۳ - حمید بی‌غم، آموزگار فوتسال
- ۱۳۵۵ - حسن خان‌محمدی، بازیکن فوتبال
- ۱۳۵۶ - کوروش ستوده، عکاس
- ۱۳۶۷ - بابک قربانی، کشتی‌گیر
- ۱۳۷۲ - سولماز بازرگان، ورزشکار
- ۱۳۷۷ - سجاد آقایی، بازیکن فوتبال

## درگذشت‌ها
- ۵۷۲ - طغرل سوم، هفدهمین سلطان سلجوقیان ایران
- ۱۲۴۳ - میرزا آقاخان نوری، دومین صدراعظم ناصرالدین‌شاه
- ۱۳۲۹ - عبدالحمید زنگنه، از وزیران فرهنگ ایران در زمان نخست‌وزیری حاجعلی رزم‌آرا
- ۱۳۶۸ - ناصر سبحانی، بنیان‌گذار جماعت دعوت و اصلاح
- ۱۳۷۸ - بابکن آویدیسیان، تهیه‌کننده فیلم
- ۱۳۸۷ - امیدرضا میرصیافی، وبلاگ‌نویس و زندانی سیاسی
- ۱۳۹۰ - جلال ذوالفنون، موسیقی‌دان[۳]
- ۱۳۹۴ - سید حسن ابطحی، فقیه
- ۱۳۹۷ - کیوان وحدانی، بازیکن فوتبال
- ۱۳۹۸ - شیرین روحانی‌راد، از قربانیان کووید-۱۹ در ایران و پزشک
- ۱۳۹۹ - عباس خوشدل، آهنگساز